# Сан-Хорхе (залив)
Залив Сан-Хорхе (исп. Golfo San Jorge) — крупный открытый залив, относящийся к водам Атлантического океана. Расположен у восточного побережья Южной Америки.

## География
Северо-западное побережье залива относится к аргентинской провинции Чубут, юго-западное — к аргентинской провинции Санта-Крус. Северной границей залива является мыс Дос-Баияс, южной — мыс Трес-Пунтас, расстояние между ними составляет 244 км.
На побережье, практически в его центре, находится город Комодоро-Ривадавия — один из главных морских портов Аргентины. Южнее расположен нефтяной порт Калета-Оливия. Также на побережье залива расположен Рада-Тильи — самый южный из курортных городов Америки.

## Юрисдикция
Аргентинская позиция по вопросу того, что считать внутренними водами, не всегда совпадает с международной. Согласно законодательству Аргентины, «провинции осуществляют юрисдикцию над водами, прилегающими к их побережью, на расстояние в три морские мили, отсчитываемое от линии наименьшего уреза воды; в случае заливов Сан-Матиас, Нуэво и Сан-Хорхе отсчёт ведётся от линии, соединяющей крайние точки устья залива».